# Solvent Yellow 124
Le Solvent Yellow 124 est un colorant azoïque jaune, utilisé depuis août 2002 au sein de l'Union européenne dans certains gazoles et kérosènes. Cet additif sert de marqueur fiscal des combustibles liquides faiblement taxés, pour le système Euromarker.
Le nom Solvent Yellow 124 est une marque déposée de BASF.
Le niveau de marquage au Solvent Yellow 124 est compris entre 6 et 9 mg·l-1 de combustible.